# سزار ای. رادنی
سزار ای. رادنی (به انگلیسی: Caesar A. Rodney) سناتور سابق عضو حزب دموکرات-جمهوری‌خواه بود. وی در سال ۱۸۲۲ تا ۱۸۲۳ میلادی سناتور ایالت دلاویر در سنای ایالات متحده آمریکا بود.